# Данн, Кевин
Ке́вин Данн (англ. Kevin Dunn; род. 24 августа 1956 года, Чикаго, Иллинойс, США) — американский киноактёр.

## Биография
Кевин Данн родился 26 февраля 1956 года в Чикаго, штат Иллинойс, США. В 1977 году окончил Иллинойсский университет Веслейн и получил там же почетную докторскую степень в 2008 году. Отец Джон Данн — музыкант и поэт, мать Маргарет — медсестра, сестра Нора — актриса.

## Фильмография

### Актёр
- 1988 — Миссисипи в огне / Mississippi Burning — агент Берд
- 1989 — Охотники за привидениями 2 / Ghostbusters 2 — герой в передаче Венкмана
- 1990 — Отмеченный смертью / Marked for Death — Сэл Роселли
- 1990 — Костёр тщеславия / The Bonfire of the Vanities — Том Киллиан
- 1991 — Горячие головы / Hot Shots! — Джеймс Блок
- 1992 — 1492: Завоевание рая / 1492: Conquest of Paradise — капитан Мендес
- 1992 — Чаплин / Chaplin — Дж. Эдгар Гувер
- 1993 — Бетховен 2 / "Beethoven’s2nd — «Брюл»
- 1993 — Дэйв / Dave — Алан Рид
- 1995 — Никсон / Nixon — Чарльз Колсон
- 1995 — Безумная любовь / Mad Love — Клиффорд Лиланд
- 1996 — Цепная реакция / Chain Reaction — агент Дойл
- 1997 — Шестой игрок / Sixth Man — Микульски
- 1997 — Портрет совершенства / Picture perfect — мистер Мерсер
- 1997 — Побег во взрослую жизнь / On the Edge of Innocence — доктор Барбико
- 1998 — Солдатики / Small Soldiers — Стюарт Эбернэти
- 1998 — Глаза змеи / Snake Eyes — Лу Логэн
- 1998 — Годзилла / Godzilla — Полковник Хикс
- 1999 — Отзвуки эха / Stir of Echoes — Фрэнк Маккарти
- 2003 — Во имя мести / Out for a Kill
- 2003 — Незнакомец рядом со мной / The Stranger Beside Me — Дик Рид
- 2004 — Взломщики сердец / I Heart Huckabees — Марти
- 2004 — Остаться в живых (сезон 2) / Lost — безымянный мошенник (Серия 13 — флешбэк Сойера)
- 2006 — Чёрная орхидея / Black Dahlia — Клео Шорт
- 2006 — Вся королевская рать / All the King’s Men — Алекс
- 2006 — Второй Шанс / Gridiron Gang — Тед Декстер
- 2006 — Премия Дарвина / The Darwin Awards
- 2007 — Трансформеры / Transformers — Рон Уитуики
- 2007 — Львы для ягнят / Lions for Lambs — Ховард
- 2007 — Кто такая Саманта? / Samantha Who?s — Говард
- 2008 — Вики Кристина Барселона / Vicky Cristina Barcelona — Марк Нэш
- 2009 — Трансформеры: Месть падших / Transformers: Revenge of the Fallen — Рон Уитуики
- 2010 — Неуправляемый / Unstoppable — Оскар Галвин
- 2011 — Трансформеры 3: Тёмная сторона Луны /  Transformers: Dark of the Moon — Рон Уитуики
- 2011 — Притворись моим мужем / You May Not Kiss the Bride — Агент Росс
- 2011 — Воин / Warrior — Джо Зито
- 2012 — Мёрзлая земля / The Frozen Ground — лейтенант Боб Джент
- 2013 — Джобс: Империя соблазна / Jobs — Гил Амелио
- 2013 — Вице-президент / Veep — Бен Кафферти
- 2014 — День драфта / Draft Day — Марвин
- 2014 — Настоящий детектив / True Detective — Кен Кесада
- 2015 — Эшби /  Ashby — тренер Братон
- 2015 — Реанимация /  Code Black — доктор Тэйлор
- 2016 — Шпионы по соседству /  Keeping Up with the Joneses — Карл Пронгер
- 2019 — Вне подозрений / Above Suspicion — Боб Сингер
- 2021 — Сила грома /  Thunder Force — Фрэнк
- 2021 — Заложница: Найти пропавшую /  Catch the Fair One — Вилли
- 2021 — Король Ричард /  King Richard — Брейден, Вик